# Krom
Krom är ett metalliskt grundämne som ofta används i legeringar och är näst efter kol (diamant) och bor det hårdaste grundämnet. När krommetall exponeras för luft bildas ett tunt oxidskikt som skyddar resten av metallen.

## Historia
Den tyske kemisten Johann Gottlob Lehmann blev 1761 professor i Sankt Petersburg, och analyserade 1766 ett stycke blykromspat från en gruva i Jekaterinburg. Han analyserade stycket och upptäckte att det måste innehålla bly, men antog att det rörde sig om bly mineraliserat med seleniumspat och järnpartiklar, men omkom 1767 i en olycka och hann aldrig fullfölja sina undersökningar. Peter Simon Pallas reste vid samma tid på uppdrag av Katarina den Stora genom Sibirien, och beskrev bland annat att man i Beresoffgruvorna som öppnats 1752 påträffat ett märkligt rött blymineral, som tidigare varit okänt. Då mineralet pulveriserades fick man ett vackert gult pulver, som Pallas föreslog kunde användas inom måleri. I slutet av 1700-talet var mineralet, kromgult redan eftertraktat som färg.
Louis Nicolas Vauquelin hade analyserat ett stycke av malmen, och funnit att den bestod av blyperoxid, järn och aluminium. Kemisten Johann Jakob Bindheim rapporterade dock samtidigt att mineralet skulle innehålla molybdensyra, nickel, kobolt, järn och koppar. Vauquelin ville då slutligt avgöra frågan och upprepade sin analys. När han kokade mineralet med kaliumkarbonat fick han en vitt fällning av blykarbonat och en gul lösning innehållande kaliumsalt. Denna lösning av en vackert röd fällning då Vauquelin tillsatte kvicksilversaltlösning och en guld vid tillsats av blysaltlösning. Syran vari den nya metallen ingick var röd, men lösningen blev grön då den reducerades med tennklorid. Året därpå lyckades han isolera den nya metallen. Efter att ha avlägsnat blyet genom fällning med saltsyra avdunstade han filtratet och erhöll som återstod dikromtrioxid. Denna lade han i en träkolsdegel placerade i en stor lerdegel fylld med pulveriserat träkol. Efter en halvtimmes intensiv upphettning och följande avsvalning fann han degeln fylld med ett nätverk av grå, sammanflätade metallnålar.
Sitt namn fick ämnet på grund av de starka färgerna hos dess kemiska föreningar. Metoden att framställa krom genom rostning av kromit med soda upptäcktes kort därefter, men det var först sedan Henri Moissan 1893 framställt krom i en elektrisk ugn genom reaktion mellan dikromtrioxid och kol och Hans Goldschmidt 1898 utfört aluminotermisk reduktion av dikromtrioxid som en storskalig kromutvinning kunde starta.
Robert Wilhelm Bunsen hade redan 1854 lyckats framställa krom genom elektrolytisk utfällning av krom ur krom(III)klorid, men det dröjde till 1950-talet innan effektiva metoder för en elektrolytisk utfällning av krom.

## Användning
Krom används i stål för att göra stålet rostfritt eller hårt. Det används också som prydnad på till exempel bilar. Det har också börjat användas som lack på bilar. Olika kromföreningar kan användas som pigment i glasyrer och färger. Krom används också i olika katalysatorer. Krom används även för garvning av läder.
I kombination med svavelsyra används olika kromatsalter till exempel ammoniumtrikromat till att dubbelbinda en syreatom till ett derivat etc, (oxidation).
Krom används även i smarta textilier.

## Föreningar
Kaliumdikromat (K2Cr2O7) är ett oxiderande salt som används i laboratorier för att ta bort organiska rester från glasutrustning.
Kromoxidgrönt (Cr2O3) är ett grönt ämne som används i pigment och vid framställning av kaliumdikromat.
Kromtrioxid (CrO3) är ett giftigt och cancerframkallande rött ämne som vid kontakt med vatten bildar en syra.
Krom(III)klorid (CrCl3) är ett lila salt som används vid framställning av vissa andra kromsalter.

## Framställning
Krom framställs ur mineralet kromit, FeCr2O4. Två olika metoder används vid kromframställning: vid den alkaliska lakningsprocessen upphettas kromit med soda i luft, varvid natriumkromat bildas, vilket reduceras till krom(III)oxid, vilket i sin tur reduceras med aluminium eller koks till krom.
Vid sur lakning reduceras kromit med koks till ferrokrom, vilket behandlas med saltsyra, varvid järnet löses upp och rent krom kvarstår.

## Förekomst
Krommineral finns mestadels i Sydafrika, Indien, Turkiet och Ryssland. Kromhalten generellt i jordskorpan är ca 0,1 %.

## Biologisk roll
Krom har ingen bevisad biologisk roll.